# 中国新车评价规程
中国新车评价规程（英語：China-New Car Assessment Program，簡稱C-NCAP），是一套通过碰撞测试考察汽车产品碰撞安全性能的评价体系，它的评价标准高于国家强制性标准，按照六个星级划分评价结果，并对碰撞结果进行公开发布。消费者可以参考C-NCAP星级来帮助认识不同汽车产品的安全性能。

## 建立背景
世界各国对汽车上市都有强制性的碰撞安全标准和检验，但这些规定仅要求了汽车产品碰撞安全性能的最低限度。这会使汽车制造厂商会针对部分法规标准低的国家生产出低端配置的改款汽车。在美国、欧洲、澳大利亚、日本等国家和地区都采用了新车评价规程，其操作方法是经由权威机构或行业组织定期对汽车市场中的新车进行比政府制定的安全法规更严格的碰撞试验。
2006年，中国汽车技术研究中心建立了中国新车评价规程（C-NCAP）。中国汽车技术研究中心借鉴其他各国NCAP的发展经验，结合中国汽车国家标准、汽车技术水平、道路交通条件以及事故分析而建立了一套完整的试验和评价方法。

## 管理机构
中国汽车技术研究中心是C-NCAP的管理机构，专门设立C-NCAP管理中心，该中心设立以下部门：
- 综合事务部
- 试验评价部
- 信息及媒体部

另设C-NCAP咨询委员会，以对C-NCAP的规程和运行提出建议和意见。

## 评价规程

### 车型定义
中国新车评价规程将被评价汽车分为五类：
1. 小型乘用车：长度小于4m的乘用车，包括小型MPV
2. A类乘用车：两厢式乘用车及车身长度小于等于4.5m或排量不大于1.6L的三厢式乘用车
3. B类乘用车：车身长度大于4.5m且排量大于1.6L的乘用车
4. 多功能乘用车（MPV）
5. 运动型乘用车（SUV）

### C-NCAP试验项目
- 正面100%重叠刚性壁障碰撞试验
- 正面40%重叠可变形壁障碰撞试验
- 可变性移动壁障侧面碰撞试验
- 附加试验——燃料消耗量试验[3]

### 评价结果
C-NCAP的满分为51分。其中，作为正式评价项目的三项碰撞试验每项试验满分为16分，总得分48分。若配置有安全带提醒装置、侧气帘（侧气囊）和ISOFIX则分别对应1.5分、1分和0.5分的加分。将以上三项试验的得分及加分项得分之和（四舍五入至小数点后一位）记为总分，并按以下条件确定评价星级：
| 总分           | 星级         |
| -------------- | ------------ |
| ≥50分          | 5+（★★★★★☆） |
| ≥45分且＜50分  | 5（★★★★★）   |
| ≥40分 且＜45分 | 4（★★★★）    |
| ≥30分 且＜40分 | 3 （★★★）    |
| ≥15分 且＜30分 | 2 （★★）     |
| ＜15 分        | 1 （★）      |

### 2012版规程
中国新车碰撞评价规程将在2011年下半年推出2012版评价规程，新规程计划将在现有基础上进一步提高标准，通过提高车辆的碰撞速度，增加对鞭打试验、主动安全系统以及行人安全的评价等措施会使车辆平均得分下降3分，从而进一步提高车辆安全评价标准，尤其是五星评价的门槛。

## 争议
2008年6月21日，中国中央电视台财经频道的经济半小时栏目播出了一期名为《C-NCAP真相》的节目。该期节目的基调暗示C-NCAP是一个收钱评星级的机构，质疑了其作为汽车安全性星级评定的公正性。但节目播出后，亦有对该期节目报道公正性的质疑声音发出。节目中透露出对C-NCAP的质疑与对该期节目的反对观点如下：
| 《C-NCAP真相》节目对C-NCAP的质疑 | 对《C-NCAP真相》节目的质疑 |
| --- | --- |
| 企业申请碰撞测试后，须支付给测试方费用。碰撞过后的样车也须由企业购回，如需获得碰撞测试的数据需支付一定费用才可。既然从汽车生产方得到了费用，结论的公正性何来？                                                                           | 国家技术监督局和其他国有检测机构都会提供有偿服务，而将碰撞数据报告卖回汽车制造商对制造商就该车型的碰撞安全性作改进设计是相当重要的。                                                                           |
| 据央视记者调查，一款车型在C-NCAP的正面碰撞测试中，胸部得分为零。对此该节目认为该款车在碰撞时对驾驶员心脏的保护性能为零，驾驶员心脏会受到致命损伤，为何该款车型的最终评级却是三星？                                                       | C-NCAP是许多分项的综合评分，某项得分为零不代表总得分必为零。这里该节目对于评判标准与实际伤害程度关系产生了误读，评价规程的0分不代表碰撞会使乘员的人身死亡。                                                    |
| C-NCAP评价体系不是国家标准或行业标准，而是由C-NCAP管理中心自订，其权威性何来？国家指定一个绝对中立的公益性机构，利用国家划拨的经费买车，通过碰撞试验，给车型打分，这样确定下来的汽车的安全星级评价标准才可以被汽车行业公认为是最权威的。 | 一个标准能成为被行业广泛认可的权威标准，并不取决于是否由政府发布，标准本身的水平与口碑才是其核心。在国际上，一个广泛被认可的标准往往是来自于由非营利组织制定的标准或企业标准，就其内容也往往比政府标准要严格。 |
| 在报道中，记者采访到了作为职业赛车手的韩寒，他称C-NCAP为“自己制定游戏规则，自己玩游戏”，并配以“韩寒发力质疑C-NCAP”的画外音 | 实际上，节目中韩寒所表达的观点都是在其对C-NCAP的组织运行和评价体系均不了解的前提下所说的，这一点在他表达观点之前已经透露。                                                                                     |

这期节目的反对者认为，由CCTV制作的该期节目，在制作手法上使用了带有色眼镜甚至是引导性的采访方式，而不是客观地反映事实问题，节目当中所采访到的嘉宾所表达的观点并非通过逻辑推理而得，而是一些主观、武断的观点。反对者认为，该期节目在质疑目标上产生了错误，应该质疑C-NCAP的测试车型配置选择问题。